# Johnny Shines
Johnny Shines, geboren als John Ned Shines (Frayser (Memphis), 26 april 1915 - Tuscaloosa, 20 april 1992) was een Amerikaanse bluesmuzikant (zang, gitaar).

## Biografie
Johnny Shines bracht zijn jeugd grotendeels door in Memphis, waar hij al zeer vroeg als straatmuzikant zijn geld verdiende met zijn steelgitaar. Zijn eerste muzikale voorbeelden waren Blind Lemon Jefferson en Howlin' Wolf. Het gitaarspel had hij echter geleerd van zijn moeder.
In 1932 ging Shines naar Hughes om zich als boerderijknecht aan te bieden. Hier ontmoette hij zijn grote voorbeeld Robert Johnson, die Shines weer tot de muziek bracht. Vanaf 1935 traden beiden samen op. Tijdens hun reizen gingen ze ook naar Ontario. In 1937, een jaar voor Johnsons overlijden, ging ieder weer zijn eigen weg.
Shines speelde eerst in de zuidelijke staten. In 1941 vertrok hij naar Canada, maar bleef echter in Chicago hangen. In 1946 maakte hij zijn eerste opnamen, die echter niet werden uitgebracht. Begin jaren 1950 ontstonden opnamen voor J.O.B. Records in Chicago. Na verdere mislukkingen beëindigde Shines begin jaren 1950 zijn muzikale carrière. In 1966 werd hij herontdekt. Hij ging op tournee met de Chicago All Stars, samen met Lee Jackson, Big Walter Horton en Willie Dixon. Hij trad ook op met Robert Lockwood jr., een verdere leerling van Robert Johnson.

## Ziekte en overlijden
In 1980 kreeg Shines een beroerte. Hij overleed in april 1992 op bijna 77-jarige leeftijd. In hetzelfde jaar werd hij opgenomen in de Blues Hall of Fame.
- Biblioteca Nacional de España: XX942163
- Bibliothèque nationale de France: cb13945037h (data)
- Gemeinsame Normdatei: 134699947
- International Standard Name Identifier: 0000 0000 6159 005X
- Library of Congress Control Number: n83153220
- MusicBrainz: 835a131e-e28a-4cbf-a790-180e90f3e249
- Nationale Bibliotheek van Tsjechië: xx0097988
- Nederlandse Thesaurus van Auteursnamen: 073756261
- SNAC: w69p5f6g
- Virtual International Authority File: 42030806
- WorldCat: E39PBJgMvwFk86K7Tb6Dy7gMyd